# Белянское сельское поселение (Борисовский район)
Беля́нское се́льское поселе́ние — муниципальное образование в Борисовском районе Белгородской области России.
Административный центр — село Беленькое.

## История
Белянское сельское поселение образовано 20 декабря 2004 года в соответствии с Законом Белгородской области № 159.

## Население
| 2010  | 2011  | 2012  | 2013  | 2014  | 2015  | 2016  | 2017  | 2018  |
| ----- | ----- | ----- | ----- | ----- | ----- | ----- | ----- | ----- |
| 2388  | ↘2379 | ↘2341 | ↘2307 | ↘2289 | ↗2303 | →2303 | ↗2332 | ↘2323 |
| 2019  | 2020  | 2021  |       |       |       |       |       |       |
| ↘2252 | ↘2220 | ↗2392 |       |       |       |       |       |       |

## Состав сельского поселения
| № | Населённый пункт | Тип населённого пункта       | Население |
| - | ---------------- | ---------------------------- | --------- |
| 1 | Беленькое        | село, административный центр | ↗1466     |
| 2 | Дубино           | село                         | ↗189      |
| 3 | Зозули           | село                         | ↗733      |